# Campeonato Europeo de Patinaje Artístico sobre Hielo de 1970
El LXI Campeonato Europeo de Patinaje Artístico sobre Hielo se realizó en Leningrado (URSS) del 4 al 8 de febrero de 1970. Fue organizado por la Unión Internacional de Patinaje sobre Hielo (ISU) y la Federación Soviética de Patinaje sobre Hielo.

## Resultados

### Masculino
| Puesto | Nombre        | País                          | Puntos |
| ------ | ------------- | ----------------------------- | ------ |
| Oro    | Ondrej Nepela | Checoslovaquia                |        |
| Plata  | Patrick Péra  | Francia                       |        |
| Bronce | Günter Zöller | República Democrática Alemana |        |

### Femenino
| Puesto | Nombre           | País                          | Puntos |
| ------ | ---------------- | ----------------------------- | ------ |
| Oro    | Gabriele Seyfert | República Democrática Alemana |        |
| Plata  | Beatrix Schuba   | Austria                       |        |
| Bronce | Zsuzsa Almássy   | Hungría                       |        |

### Parejas
| Puesto | Nombre                                    | País                          | Puntos |
| ------ | ----------------------------------------- | ----------------------------- | ------ |
| Oro    | Irina Rodnina / Alexei Ulanov             | Unión Soviética               |        |
| Plata  | Liudmila Smirnova / Andrei Suraikin       | Unión Soviética               |        |
| Bronce | Heidemarie Steiner / Heinz-Ulrich Walther | República Democrática Alemana |        |

### Danza en hielo
| Puesto | Nombre                                 | País                | Puntos |
| ------ | -------------------------------------- | ------------------- | ------ |
| Oro    | Liudmila Pakhomova / Alexandr Gorshkov | Unión Soviética     |        |
| Plata  | Angelika Buck / Erich Buck             | Alemania Occidental |        |
| Bronce | Tatiana Voitiuk / Viacheslav Zhigalin  | Unión Soviética     |        |

## Medallero
| Núm. | País                          | Oro | Plata | Bronce | Total |
| ---- | ----------------------------- | --- | ----- | ------ | ----- |
| 1    | Unión Soviética               | 2   | 1     | 1      | 4     |
| 2    | República Democrática Alemana | 1   | 0     | 2      | 3     |
| 3    | Checoslovaquia                | 1   | 0     | 0      | 1     |
| 4    | Alemania Occidental           | 0   | 1     | 0      | 1     |
| 4    | Austria                       | 0   | 1     | 0      | 1     |
| 4    | Francia                       | 0   | 1     | 0      | 1     |
| 7    | Hungría                       | 0   | 0     | 1      | 1     |
|      | TOTAL                         | 4   | 4     | 4      | 12    |